# Old Brahmaputra River
Old Brahmaputra River är ett vattendrag i Bangladesh. Det ligger i den centrala delen av landet, 70 km nordost om huvudstaden Dhaka.